# Опсада Париза (1870—1871)
Опсада Париза (1870—1871) од  19. септембра 1870. до 28. јануара 1871. била је део француско-пруског рата. Завршена је немачком победом и предајом града. Пораз, неповољан уговор о миру и реакционарни поступци буржоаске владе Треће француске републике изазвали су устанак париског пролетаријата познат као Париска комуна (18. марта-20. маја 1871).

## Позадина
Француска је објавила рат Севернонемачком савезу 19. јула 1870. Француска Рајнска армија под командом цара Наполеона III, концентрисана у Алзасу и Лорену, требало је по плану да започне офанзиву преко Рајне пре него што се немачке армије мобилишу и прикупе. Међутим, због лоше припреме и споре мобилизације у Француској, почетком августа Рајнска армија (око 260.000 људи и 900 топова) била је кордонски развучена на фронту од 250 км, док су са друге стране Рајне, у Фалачкој, већ биле концентрисане 3 немачке армије са око 500.000 војника. Поред доструке бројне надмоћи, немачке трупе биле су боље обучене и снабдевене, са искуснијим официрима и војницима прекаљеним у ратовима против Данске и Аустрије.
Суочен са надмоћнијом немачком војском на Рајни, Наполеон III се уместо офанзиве преко Рајне одлучио на одбрану, али су развучене и неприкупљене француске јединице потучене у бици код Вајсенбурга (4. августа) и Верта (6. августа), чиме је Алзас препуштен Немцима, а француска војска раздвојена у две групе. Рајнска армија (170.000 људи под командом маршала А. Базена) потучена је у биткама код Колонбеа и Нујиа (14. августа), Марс-ла-Тура (16. августа) и Гравлот-Сен-Приваа (17. августа) и опкољена у утврђеном Мецу и (мањим делом) Стразбуру. Шалонска армија (око 140.000 људи под командом маршала П. Мак Маона и Наполеона III) потучена је у биткама код Бомона (30. августа) и Седана (1. септембра) и приморана на капитулацију. Преко 100.000 француских војника са царем Наполеоном III предало се Немцима, којима је тако отворен пут према Паризу.
На вест о катастрофи код Седана, Законодавна скупштина у Паризу је под притиском грађана и националне гарде објавила збацивање Наполеона III и прогласила Трећу француску републику, на челу са Владом народне одбране под председништвом генерала Луја Трошија, заповедника одбране Париза. Пошто је француска регуларна војска била практично уништена (или опседнута у Мецу и Стразбуру), изузев 13. корпуса у паризу, влада је позвала народ на оружје и упутила делегацију под Лујем Гамбетом у унутрашњост да формира нове јединице. До краја септембра формиране су Лоарска армија (15-21. корпус - око 60.000 људи), Северна армија лод Араса (22. и 23. корпус - 50.000 људи), Западна армија код Руана (40.000 људи), 24. корпус код Лиона (са Гарибалдијевим добровољцима) и 14. корпус у Паризу. Париз, са снагама око 400.000 људи (13. и 14. корпус - 50.000, затим 20.000 морнара, 15.000 жандарма, 80.000 мобилне гарде и 200.000 националне гарде) ужурбано се спремао за одбрану.

## Опсада
После пада Седана, немачка 3. и Маска армија кренуле су према Паризу, док су 1. и 2. армија опседале Мец и Стразбур. Опкољавање Париза почело је 17, а завршено је 19 септембра. Покушаји Француза да то осујете ударом у бок немачке 3. армије јужно од Париза према Шатијону, нису успели.

### Ситуација на ратишту
Док су две немачке армије опседале Париз, Немци су заузели тврђаве Тул (23. септембра), Стразбур (28. септембра) и Мец, у коме је 27. октобра капитулирала Рајнска армија са 170.000 војника, ослободивши тако немачке опсадне снаге (1. и 2. армија) јачине око 200.000 људи. Покушај Лоарске армије под Лујом Гамбетом  да разбије опсаду Париза одбијен је у бици код Бон-ла-Роланда (28. октобра), иако је успела да победи Немце код Кулмјеа (9. новембра). У немачкој противофанзиви, немачка 2. армија потукла је Лоарску армију код Орлеана (3. децембра) и Лонвија (24. јануара), док је 1. армија потукла Северну армију (око 25.000 људи) код Амијена (28. новембра), Пон Ноајела (24. децембра), Бапома (3. јануара) и Сен Кантена (19. јануара). У југоисточној Француској немачки 14. корпус заузео је 31. октобра Дижон, док је француска Вогеска армија (око 15.000 војника са 10-30.000 Гарибалдијевих добровољаца) бранила Лион и Белфор, који је опседнут. 20. децембра формирана је (од дела Лоарске армије) француска Источна армија (око 85.000 људи), која је потукла немачки 14 корпус у бици на Лизени (5. јануара), али је потучена код Понтарљеа (1. фебруара) и приморана да се повуче у Швајцарску. Белфор је капитулирао тек 18. фебруара, по наређењу француске владе.

### Стање у Паризу
За то време, од 19. септембра 1870. трајала је вишемесечна опсада Париза. Париз је био заштићен масивним кружним бедемом полигоналне трасе (изграђеним 1840-1870) укупне дужине преко 40 км, са  94 бастиона и 66 потерни (подземне галерије). Испред ансенте (бедема) био је ров са гласијом ширине 12, дубине 8.5 м. На одстојању од 1-3.5 км од ансенте био је утврђени појас састављен од 16 форова и 13 редута. Ова снажна утврђења бранило је око 400.000 бораца (око 165.000 војника, морнара и жандарма и 200.000 наоружаних радника Националне гарде).
Немачке армије које су опседале Париз су се због помањкања опсадне артиљерије у почетку ограничиле на блокаду града, сузбијање испада и покушаја пробоја, које су повремено предузимале француске јединице. Глад, епидемија и разарања које је донела опсада, нису лишили Парижане водеће улоге у политичким збивањима земље. На вест о капитулацији Меца, радници Париза су 31. октобра устали против владе, али је генерал Троши сузбио устанак. Стање у опсађеном паризу постајало је све теже, а наде у помоћ из унутрашњости више није било. Фабрике и радионице затваране су једна за другом, па је незапосленост све више расла. Снабдевање града било је све горе.  Последњи покушај испада и пробоја из Париза Французи су предузели 19. децембра североисточно од Версаја, али су поражени  бици код Мон Валерјана (фр. Mont Valerien). Стање је нарочито погоршано од краја децембра, кад су Немци почели бомбардовати Париз.

### Бомбардовање Париза и примирје
Тек у децембру, пошто су опсадни топови довезени из Немачке и из освојених француских тврђава, Немци су предузели озбиљније акције против Париза. Артиљеријски напад почео је 31. децембра бомбардовањем форова на источној фронту, 5. јануара 1871. проширен је на форове југозападног фронта, а 21. јануара на форове северног фронта. Бомбардовано је из 237 тешких топова, који су на Париз дневно избацивали по 200-300 зрна.
У тим условима револуционарни покрет у Паризу и Националној гарди је јачао, па је 22. јануара дошло до сукоба париског пролетаријата са владином војском. Плашећи се револуције, француска влада потписала је  28. јануара 1871. акт о капитулацији Париза и закључила са Немачком примирје.

## Последице
У току опсаде изгубило је живот око 100.000 Парижана.
Револт париских револуционара и патриота против буржоазије на власти растао је са неуспесима на фронту, а достигао је врхунац потписивањем примирја (28. јануара) и прелиминарног мира, 26. фебруара 1871. Фебруара 1871. формиран је Централни комитет Националне гарде (по 1 делегат из сваког батаљона) као општи руководећи орган париског пролетаријата. Он је убрзо стекао подршку целокупног становништва и војника Париза. Бојећи се револуције, француска влада покушава ноћу 17/18. марта да на силу разоружа Националну гарду. Дошло је до сукоба владине војске и припадницима Националне гарде, којима су се придружили париски пролетери и грађани. Тим сукобом почиње грађански рат у Француској. Влада бежи из Париза у Версај, а устаници се дижу и у Лиону, Бордоу, Греноблу, Марсеју и Тулузу. Пролетаријат је преузео власт у Паризу 18. марта, а 28. марта проглашена је Париска комуна.